# كوتا أوجي
كوتا أوجي (باليابانية: 荻 晃太) (5 مايو 1983 في مينو غيفو في اليابان – )؛ هو لاعب كرة قدم ياباني سابق كان يلعب كحارس مرمى.

## وصلات خارجية
- كوتا أوجي على موقع رابطة كرة القدم اليابانية للمحترفين (اليابانية)
- كوتا أوجي على موقع قاعدة بيانات كرة القدم.إي يو (الإنجليزية)
- كوتا أوجي على موقع Soccerway.com (الإنجليزية)
- كوتا أوجي على موقع عالم كرة القدم.نت (الإنجليزية)
- كوتا أوجي على موقع كووورة